# Robert Brahm
Robert Brahm (Oberwesel, 25 de agosto de 1956) é bispo auxiliar na Diocese de Trier.

## Vida
Nascido e criado em Oberwesel, Robert Brahm trabalhou pela primeira vez na paróquia de St. Blaise e Martinus em Saarwellingen depois de estudar teologia e filosofia católica e ser ordenado diácono. Em 14 de Julho 1984, recebeu em Trier o sacerdócio. Então ele foi primeiro capelão em Bad Kreuznach e do Pastor Regional da Juventude de 1986 em Neuwied.
1991 Brahm tornaram-se os diocesanos praeses de Kolping da Juventude da diocese de Trier nomeados. Ao mesmo tempo, ele era subregente da casa de estudo do seminário St. Lambert em Lantershofen e pastor no vizinho Karweiler. Em 1 de agosto de 2000, ele foi nomeado Conselheiro Ordinário para o Vicariato Geral de Trier e trabalhou lá como representante dos diáconos. Em 16 de novembro do mesmo ano, ele também foi nomeado Domvikar . Desde 1 de setembro de 2002, ele também foi responsável pelo sacerdócio da diocese.
Em 9 de dezembro de 2003, nomeado Papa João Paulo II. Para o titular da Mimiana e bispo auxiliar em Trier. A consagração episcopal o doou em 8 de fevereiro de 2004 na bisabuela Trier Reinhard Marx Trier Cathedral ; Co-consecadores foram ex-bispo Hermann Josef Spital e bispo auxiliar Leo Schwarz.
Em 20 de fevereiro do mesmo ano, Robert Brahm foi nomeado capitular do capítulo da Catedral de Trier e nomeado em 17 de dezembro pelo bispo Reinhard Marx para o Distrito de Visitação Saarbrücken.
Depois que Reinhard Marx assumiu o cargo de arcebispo de Munique e Freising em 2 de fevereiro de 2008, Robert Brahm foi eleito administrador diocesano da diocese de Trier pelo capítulo da Catedral de Trier para o período da vaga resultante no dia 5 de fevereiro do mesmo ano.
Robert Brahm é membro da Comissão para as profissões do clero e serviços da Igreja e da Comissão jornalística dos Conferência Episcopal Alemã.

## Brasão e lema
O escudo semicircular, dividido e parcialmente dividido mostra uma cruz vermelha na frente, no fundo branco / prateado, o brasão diocese de Trier. No topo, em um fundo dourado, uma águia negra, o brasão de sua cidade natal Oberwesel e, no fundo, um livro vermelho / prata (atributo de St. Robert Bellarmin , seu santo padroeiro). Atrás do sinal em pé, a Bishop's Cross, acima do Galero verde (Bischofshut) com os seis pedaços de borlas verdes (fiocchi).
Seu lema é: VERBUM CHRISTI VOBISCUM ("A palavra de Cristo esteja com você") e é tirada de Colossenses ( col 3:16 da  UE ).

## Links da Web
- Cheney, David M. «Robert Brahm» (em inglês). Catholic-Hierarchy.org